# Mezjdenik
Mezjdenik (bulgariska: Межденик) är en bergskedja i Bulgarien.   Den ligger i regionen Sliven, i den centrala delen av landet, 210 km öster om huvudstaden Sofia. Mezjdenik ligger vid sjön Jazovir Zjrebtjevo.
I omgivningarna runt Mezjdenik växer i huvudsak blandskog. Runt Mezjdenik är det ganska glesbefolkat, med 48 invånare per kvadratkilometer.